# Суми Клоостермана
Суми Клоостермана — предмет вивчення аналітичної теорії чисел, тригонометричні суми над елементами кільця лишків, оберненими за модулем елементами деякої множини з природною структурою (як правило, інтервалу або простих чисел з інтервалу).
Перші оцінки сум отримав 1926 року Клоостерман у зв'язку з дослідженням кількості подань чисел у вигляді {\displaystyle ax^{2}+by^{2}+cz^{2}+dt^{2}}.

## Визначення
Нехай {\displaystyle q\geq 3} — довільне ціле число і для {\displaystyle n\in {\mathbb {F} }_{q}} взаємнопростого з {\displaystyle q} введено позначення {\displaystyle n{\overline {n}}\equiv 1{\pmod {q}}}. Тоді для {\displaystyle a,b\in {\mathbb {F} }_{q}} повною сумою Клоостермана називають суму вигляду
{\displaystyle S(q;a,b):=\sum \limits _{\stackrel {0\leq n\leq q-1}{(n,q)=1}}{e_{q}\left({a{\overline {n}}+bn}\right)}\ .}
Неповною називають суму за деяким інтервалом {\displaystyle \sum \limits _{n=M+1}^{M+N}{e_{q}\left({a{\overline {n}}+bn}\right)}}.
Іноді розглядають суми за простим, полілінійні суми за участю обернених елементів та інші суми вигляду {\displaystyle \sum \limits _{n\in A}{e_{q}\left({a{\overline {n}}+bn}\right)}}, де {\displaystyle A\subset {\mathbb {F} }_{q}}.
За заданого {\displaystyle q} зазвичай оцінюють суми Клоостермана за довільних {\displaystyle a\not =0,b\in {\mathbb {F} }_{q}}, зокрема величину {\displaystyle S(q)=\max \limits _{a\not =0,b\in {\mathbb {F} }_{q}}{S(q;a,b)}}.

## Властивості
При {\displaystyle a=0} повні суми Клоостермана вироджуються в суми Рамануджана.
Якщо {\displaystyle (q_{1},q_{2})=1}, то {\displaystyle S(q)=S(q_{1})S(q_{2})}, тому питання оцінки {\displaystyle S(q)} зводиться до випадку {\displaystyle q=p^{n}}.

## Оцінки
{\displaystyle |S(q)|\leq \tau (q){\sqrt {q}}}, де {\displaystyle \tau (q)} — число дільників. З цього виходить що {\displaystyle \sum \limits _{\stackrel {0\leq n\leq x}{(n,q)=1}}{e_{q}\left({a{\overline {n}}+bn}\right)}\leq \tau (q){\sqrt {q}}(\log q+1)} для будь-кого {\displaystyle x<q}.
Для сум останнього вигляду при {\displaystyle q=p,\ b=0} відомі також інші оцінки, нетривіальні при {\displaystyle x\geq \exp \left({\Omega ((\log p)^{2/3}(\log \log p)^{2})}\right)}.